# Taihangbjergene
Taihang Shan (kinesisk skrift: 太行山; pinyin: Tàiháng Shān) eller Taihangbjergene er et bjergparti i den nordlige del af Folkerepublikken Kina langs grænsen mellem provinserne Shanxi på den vestlige side og Hebei og det nordlige Henan på den østlige.
Bjergkæden spænder 400 kilometer fra nord til syd; Bjergkædens højeste punkt er beliggende på Xiaowutai-bjerget (2.882 m). fra lavlandet i Hebei i nordøst og til højlandet i Shanxi i sydvest. De fleste bjerge er på mellem 1.500 og 2.000 meters højde; højeste top er Xiaowutai på 2.882 meter. Området er rigt på kul. Provinsnavnene Shanxi og Shandong har sammenhæng med, at de to provinser ligger henholdsvis vest og øst for Taihangbjergene. 
Shitaijernbanen krydser under Taihangbjergene i den næsten 28 km lange Taihangtunnel, som er den længste jernbanetunnel i Kina.